# IRENE (tecnología)
IRENE (acrónimo de la expresión inglesa Image, Reconstruct, Erase Noise, Etc. -Imagen, Reconstrucción, Borrado de Ruido, Etc.-) es una tecnología de imagen digital ideada para recuperar grabaciones analógicas almacenadas en cilindros de fonógrafo, discos y otros medios de audio con surcos frágiles o deteriorados. Es utilizado por varias instituciones archivísticas de los Estados Unidos dedicadas a la preservación y a la digitalización de audios históricos.

## Historia
La tecnología fue desarrollada en el Laboratorio Nacional Lawrence Berkeley por Carl Haber y Vitaliy Fadeyev, siendo anunciada en una publicación de la "Audio Engineering Society" en 2003.
Surgió de la investigación en física de partículas de Haber, quien en la década de 1990 había trabajado en experimentos de detección del bosón de Higgs y se dio cuenta de que las cámaras que estaba usando para configurar los detectores también podían usarse para obtener imágenes detalladas de grabaciones de audio en surcos fonográficos. El nombre IRENE es un retroacrónimo de la frase "Image, Reconstruct, Erase Noise, Etc.", y fue elegido porque el primer audio recuperado por el sistema fue una grabación de la canción "Goodnight, Irene" de The Weavers.
En el año 2005, Haber y Fadeyev habían desarrollado máquinas bidimensionales y tridimensionales, capaces de recuperar audio de medios ranurados grabados verticalmente y grabados lateralmente. Poco después, Haber y Fadeyev fueron requeridos por la Biblioteca del Congreso de Estados Unidos, que comenzó a utilizar su propia máquina en 2006. En 2013, Haber recibió una beca MacArthur para continuar con el desarrollo del sistema. En 2020, las máquinas IRENE estaban siendo utilizadas por tres instituciones: el Laboratorio Nacional Lawrence Berkeley, la Biblioteca del Congreso, y el Centro de Conservación de Documentos del Noreste.

## Diseño y operación
El sistema IRENE utiliza un microscopio confocal de alta potencia que sigue la ruta del surco a medida que el disco o cilindro gira debajo de él, obteniendo así imágenes detalladas de la información de audio. Dependiendo de si la ranura está grabada lateralmente, verticalmente o en forma de V, el sistema puede utilizar láseres de seguimiento o diferentes estrategias de iluminación para hacer que el surco sea visible para la cámara. Las imágenes resultantes luego se procesan con un software que convierte el movimiento del surco en un archivo de audio digital.
Una ventaja del sistema sobre la reproducción tradicional con una aguja fonocaptora es que no implica contacto alguno, y por lo tanto, evita dañar el soporte de audio o desgastar el surco durante la reproducción. También permite la reconstrucción de medios ya rotos o dañados, como cilindros rotos o discos de acetato dañados, que no se pueden reproducir mecánicamente con una aguja. Los medios que deberían ser reproducidos con antiguos sistemas que ya no se fabrican también se pueden recuperar. IRENE puede reconstituir puntos de salto o áreas dañadas sin los ruidos que generaría la reproducción mecánica con una aguja. Sin embargo, en algunos casos puede generar un nivel de ruido más elevado que el reproductor original, debido a que las imperfecciones en el surco también se capturan con más sensibilidad que con un lápiz óptico.

## Utilización
El sistema IRENE se ha utilizado para recuperar audios como:
- El audio recuperado más antiguo (1860), de Édouard-Léon Scott de Martinville cantando "Au clair de la lune"[4]
- Grabaciones del Laboratorio Volta de la década de 1880, incluida una grabación de 1885 de la voz de Alexander Graham Bell[7]
- Un juego de cilindros para muñecos parlantes comercializado por la Edison Company[9] en 1890
- Grabaciones de cilindros fonográficos de 1914-1916, que documentan más de 78 lenguas indígenas de América, incluidas algunas que ya no se hablan, entre las que figuran las únicas grabaciones conocidas de Ishi, el último superviviente de la tribu yana.[13] Fueron grabadas por el antropólogo Alfred Kroeber y el lingüista Edward Sapir, y están en poder del Museo de Antropología Phoebe A. Hearst[14] (anteriormente el museo de antropología de la Universidad de California en Berkeley)
- Discos de transcripción de la Fundación Woody Guthrie[9]
- Un disco de transcripción que contiene grabaciones raras de los Stanley Brothers[15]
- Grabaciones en disco del Woodberry Poetry Room de la Universidad de Harvard, de diversos poetas (incluidos T. S. Eliot, Marianne Moore, Robert Frost, Muriel Rukeyser, Ezra Pound y Sylvia Plath) leyendo sus propios poemas[16]